# Bibliothèque centrale de Pärnu
La bibliothèque centrale de Pärnu (en estonien : Pärnu Keskraamatukogu) est une bibliothèque à Pärnu en Estonie.

## Histoire
Le 7 janvier 1909, le précurseur de la bibliothèque centrale, la salle de lecture publique gratuite de la ville de Pärnu est ouverte au troisième étage du bâtiment public à l'adresse Elevandi tänav 7. 
Pour la salle de lecture, 400 livres en estonien et 16 titres de journaux en estonien, russe et allemand ont été commandés.
La bibliothèque centrale est fondée en 1920 par le conseiller municipal August Klein, par le professeur d'école primaire August Kuusberg et par Johan Kõpp professeur adjoint de la paroisse de l'église Sainte-Élisabeth. 
Dans les années 1920, la bibliothèque était située à Nikolai-Vilmsi 2 (aujourd'hui Nikolai tänav 2), en 1930, faute d'espace, elle sera déplacée dans les locaux de Pärnu Eesti Koolilts à Rüütli tänav 55, en 1941 dans le bâtiment à Rüütli tänav 30. 
En 1946, est fondée la bibliothèque pour enfants. 
En 1970, la bibliothèque porte le nom de Johannes Semper. 
La construction du nouveau bâtiment de l'Akadeemia tänav 3 a commencé en 2002 et les locaux ont été entièrement ouverts en 2008. 
À partir de 2022, les bancs commémoratifs des bibliothécaires Leida Talts et Saima-Õie Andla seront situés à côté du bâtiment.

## Galerie

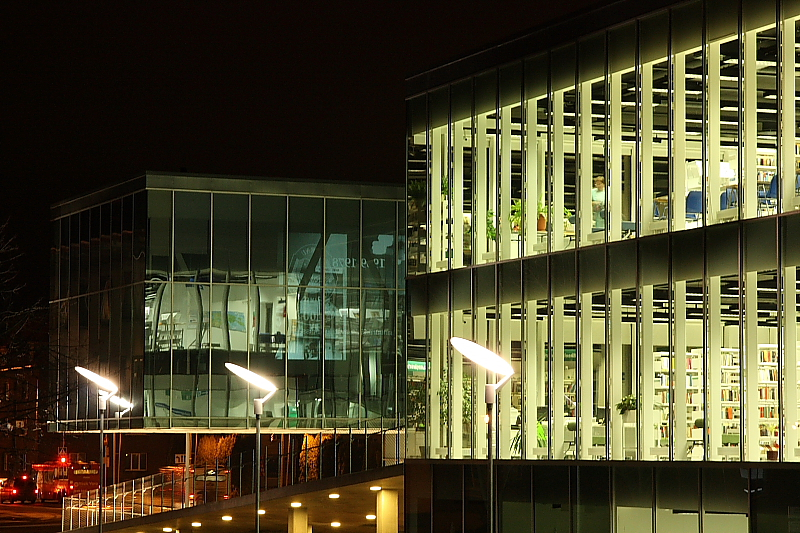